# Canton de Lille-Sud-Ouest
Le canton de Lille-Sud-Ouest est un ancien canton français, située dans le département du Nord et la région Nord-Pas-de-Calais.

## Composition
Le canton de Lille-Sud-Ouest se composait d’une fraction de la commune de Lille. Il compte 45 048 habitants (population municipale) au 1er janvier 2012.
| Nom               | Code Insee | Intercommunalité              | Population (dernière pop. légale)                |
| ----------------- | ---------- | ----------------------------- | ------------------------------------------------ |
| Lille (chef-lieu) | 59350      | Métropole européenne de Lille | Fraction : 45 048(2012) Commune : 233 897 (2014) |

## Histoire: conseillers généraux de 1833 à 2015
Le Canton Sud-Ouest, tel qu'il a existé jusqu'en 2015, date du découpage de 1889.
Son appellation apparait en 1801 et comprend alors le secteur délimité par le Bd de la Liberté (l'emplacement du rempart), les rues de Béthune, Esquermoise et de la Barre.
En 1858, lors de l'annexion des communes de Wazemmes et d'Esquermes, le canton Sud-Ouest croît formidablement et occupe la superficie égale aux quartiers des Bois-Blancs, de Vauban, de Moulins, de Lille-Sud, Faubourg de Béthune, Centre & Wazemmes.
Il est donc scindé, en 1889, en 3 nouveaux cantons : Lille-Centre; Lille-Sud et Lille Sud-Ouest
| Date d'élection   | Identité                            | Parti                      | Qualité |
| ----------------- | ----------------------------------- | -------------------------- | --- |
| 1833-1837         | Pierre Lorain fils                  |                            | Avocat, Député du Nord (1830-1831), Député du 1er Collège électoral du Nord (Lille) (1830-1837), Conseiller général du Nord du Canton d'Haubourdin (1833-1837), Conseiller général du Nord (1830-1833). |
| 1848-1852         | Gaspard Thémistocle Lestiboudois    | Conservateur               | Médecin, Député du 2e collège du Nord (Lille) (1839-1848), Député du Nord (1849-1851), Conseiller général des cantons de Lille-Ouest et Lille-Centre (1843-1848).                                       |
| 1852-1867         | Casimir-Edmond Mourmant (1813-1875) |                            | Raffineur de sucre, Maire de Wazemmes (1848-1858), Adjoint au Maire de Lille. |
| 1867-1889         | Achille Testelin                    | Républicain                | Médecin, Député du Nord (1849-1851 et 1871-1875), Sénateur inamovible du Nord (1875-1891). |
| 1889-1894 (décès) | Frédéric Bère                       | Républicain                | Ingénieur à la manufacture des tabacs de Lille Ancien conseiller municipal de Lille |
| 1894-1895         | Charles Maquart                     | Républicain                | Conseiller municipal de Lille. |
| 1895-1901         | Henri Ghesquière                    | Socialiste (POF)           | Colporteur de journaux, Rédacteur au Réveil du Nord, Adjoint au Maire de Lille. |
| 1901-1902 (décès) | Pierre Lorthiois                    | Républicain Progressiste   | Filateur Vice-Président de la section lilloise de la Ligue de la Patrie Française Nommé député (le jour de sa mort).                                                                                    |
| 1902-1907         | Florent Binauld (1870-1916)         | Républicain Libéral        | Brasseur à Wazemmes Président du Syndicat des brasseurs de France Adjoint au Maire de Lille. |
| 1907-1913         | Henri Ghesquière                    | Socialiste (POF) puis SFIO | Colporteur de journaux, Rédacteur au Réveil du Nord Adjoint au Maire de Lille. |
| 1913-1916 (décès) | Florent Binauld                     | Républicain Libéral        | Brasseur à Wazemmes Président du Syndicat des brasseurs de France Adjoint au Maire de Lille. |
| 1916-1919         | siège vacant                        |                            | |
| 1919-1936 (décès) | Roger Salengro                      | SFIO                       | Maire de Lille (1925-1929) Député (1928-1936) Ministre de l'Intérieur (1936). |
| 1937-1940         | Henri Salengro (frère du précédent) | SFIO                       | Député (1936-1940). |
|                   |                                     |                            | |
| 1945-1949         | Rachel Lempereur                    | SFIO                       | Institutrice puis directrice d'école Députée (1946-1958). |
| 1949-1955         | Maurice Hanskens                    | RPF puis CNIP              | Représentant Conseiller municipal de Lille |
| 1955-1973         | Rachel Lempereur                    | SFIO puis DVG              | Députée (1946-1958). |
| 1973-1985         | Gérard Thieffry                     | PS                         | Directeur commercial Conseiller municipal de Lille Vice-Président du Conseil Général du Nord. |
| 1985-1992         | Bruno Chauvierre                    | RPR puis DVD               | Docteur en psychologie Député (1986-1988). |
| 1992-1998         | Colette Codaccioni                  | RPR                        | Sage-femme Conseillère municipale de Lille et Ministre de la Solidarité entre les générations sous le Gouvernement Juppé (mai-novembre 1995) Députée (1993-1995).                                       |
| 1998-2015         | Patrick Kanner                      | PS                         | Administrateur territorial Adjoint au maire de Lille Président du Conseil général du Nord (2011-2014) Ministre (2014-2017) Elu en 2015 dans le Canton de Lille-5                                        |

1979 : Gérard Thieffry (PS) l'emporte sur le candidat UDF Pierens avec 55,88 % contre 44,12 %
1985 : Bruno Chauvierre (RPR) bat Gérard Thieffry, Conseiller Général sortant (PS) avec 52,91 % contre 47,08 %
1er Tour : PS : 27,12 % / Ext. G : 2,42 % / PC : 7,64 % / MRG : 0,94 % / DVG : 1,99 % / Verts : 4,71 % / DVD : 12,75 % / RPR : 13,84 % / DVD (Chauvierre): 13,97 % / DVD : 1,73 %/ FN : 12,89 %
1992 : Colette Codaccioni (RPR) l'emporte face à Pierre Bertrand (PS) 57,53 % contre 42,47 %
1er Tour :  PS : 26,85 % / PC : 6,28 % / Verts : 10,68 % / DVG : 8,82 % / RPR : 33,04 % / FN : 14,33 %
1998 : Patrick Kanner (PS) bat Colette Codaccioni (RPR) par 58,76 % contre 41,20 %
1er Tour : PS : 37,26 % / PC : 5,51 % / Verts : 9,76 % / RPR : 31,77 % / FN : 15,70 %
2004 : Patrick Kanner (PS) est réélu avec 63,76 % face à Loïc Leserre
2011 :  Patrick Kanner (PS) est réélu avec 68,40 % face à François Kinget

## Conseillers d'arrondissement (de 1833 à 1940)
| Période | Période          | Identité                      | Étiquette                | Qualité |
| ------- | ---------------- | ----------------------------- | ------------------------ | --- |
| 1833    | 1839             | Anselme Louis Bocquet-Bernard |                          | Négociant à Lille                                                                                           |
|         |                  |                               |                          | |
| 1867    | 1883             | Albert Pérot (1814-1889)      | Libéral                  | Homme de lettres, banquier, compositeur, propriétaire du château de l'abbaye de Cysoing                     |
| 1883    | 1884 (démission) | M. Paulin-Parent              | Républicain              | Négociant en laine à Roubaix                                                                                |
| 1884    |                  | M. Carron                     |                          | Président du Conseil d'arrondissement                                                                       |
|         |                  |                               |                          | |
| 1892    | 1898             | Ernest Loyer                  | Républicain progressiste | Filateur de coton à Lille Député (1893-1902), maire de Lomme (1883-?)                                       |
| 1898    | 1904             | Auguste Ragheboom             | POF                      | Ouvrier corroyeur et sellier, adjoint au maire de Lille, député (1914-1919)                                 |
| 1904    | 1919             | Camille Douvrin (1872-1938)   | Libéral                  | Docteur en médecine à Lille                                                                                 |
| 1919    | 1934 (décès)     | Marcel Dujardin (1878-1934)   | SFIO                     | Presseur puis employé municipal à Lille (Esquermes)                                                         |
| 1934    | 1940             | Charles Godinot (1895-1966)   | SFIO                     | Ouvrier fileur, conseiller municipal de Lille, syndicaliste CGT                                             |
| 1940    |                  |                               |                          | Les conseils d'arrondissement ont été suspendus par la loi du 12 octobre 1940 et n'ont jamais été réactivés |

## Démographie
| 1962 | 1968 | 1975 | 1982 | 1990   | 1999   | 2006   | 2011   | 2012   |
| ---- | ---- | ---- | ---- | ------ | ------ | ------ | ------ | ------ |
| -    | -    | -    | -    | 40 128 | 42 135 | 43 718 | 44 296 | 45 048 |